# Place de Chacabuco
La place de Chacabuco (en espagnol : Plaza Chacabuco) est une place publique de la commune d'Independencia, dans l'agglomération de Santiago au Chili.

## Situation
Située dans le nord de la commune, elle présente une forme ovale de 4 300 m2, et est longée à l'ouest par l'avenue de l'Indépendance, longue artère de l'agglomération de Santiago, entre les rues Hipódromo Chile et Santa Laura. Elle est entièrement piétonne.

## Dénomination
Elle doit son nom à la bataille de Chacabuco, lorsque le 13 février 1817 l'armée des Andes fut ici victorieuse. 

## Sites et monuments
L'entrée de l'hippodrome du Chili s'ouvre au nord-ouest de la place. Le stade Santa Laura est également situé à proximité.

## Transports
La place est desservie par la station Plaza Chacabuco de la ligne 3 du métro, ainsi que par plusieurs lignes d'autobus.